# Stade de Khartoum
Stade de Khartoum to wielofunkcyjny stadion w stolicy Sudanu - Chartumie. Najczęściej pełni rolę stadionu piłkarskiego, a swoje mecze rozgrywa na nim reprezentacja Sudanu. Stadion pomieści 25 000 widzów.